# Maxim Zavozin
Maxim Zavozin, ros. Максим Игоревич Завозин Maksim Igoriewicz Zawozin (ur. 2 marca 1985 w Moskwie) – rosyjski łyżwiarz figurowy reprezentujący Stany Zjednoczone i Węgry, startujący w parach tanecznych. Uczestnik igrzysk olimpijskich w Vancouver (2010), wicemistrz czterech kontynentów (2006), medalista zawodów z cyklu Grand Prix, mistrz świata juniorów (2005), zwycięzca finału Junior Grand Prix (2004) oraz 3-krotny mistrz Węgier (2009–2011). 
Jest synem radzieckich łyżwiarzy figurowych występujących w parach tanecznych, Jeleny Garaninej i Igora Zawozina. Ma przyrodniego młodszego brata ze strony matki, Antona Spiridonova (ur. 1998), który także jest łyżwiarzem figurowym w parach tanecznych reprezentującym Stany Zjednoczone.
30 grudnia 2005 roku otrzymał amerykańskie obywatelstwo. 25 stycznia 2010 roku otrzymał węgierskie obywatelstwo umożliwiające mu reprezentowanie tego państwa na zimowych igrzyskach olimpijskich 2010 w Vancouver.
Po zakończeniu kariery amatorskiej w 2011 roku rozpoczął pracę trenera łyżwiarstwa dzieci i młodzieży. Następnie rozpoczął współpracę z Jeleną Bujanową w klubie CSKA Moskwa, z którą wspólnie trenowali m.in. Maksima Kowtuna, Mariję Sotskową, Adelinę Sotnikową i Adjana Pitkiejewa.

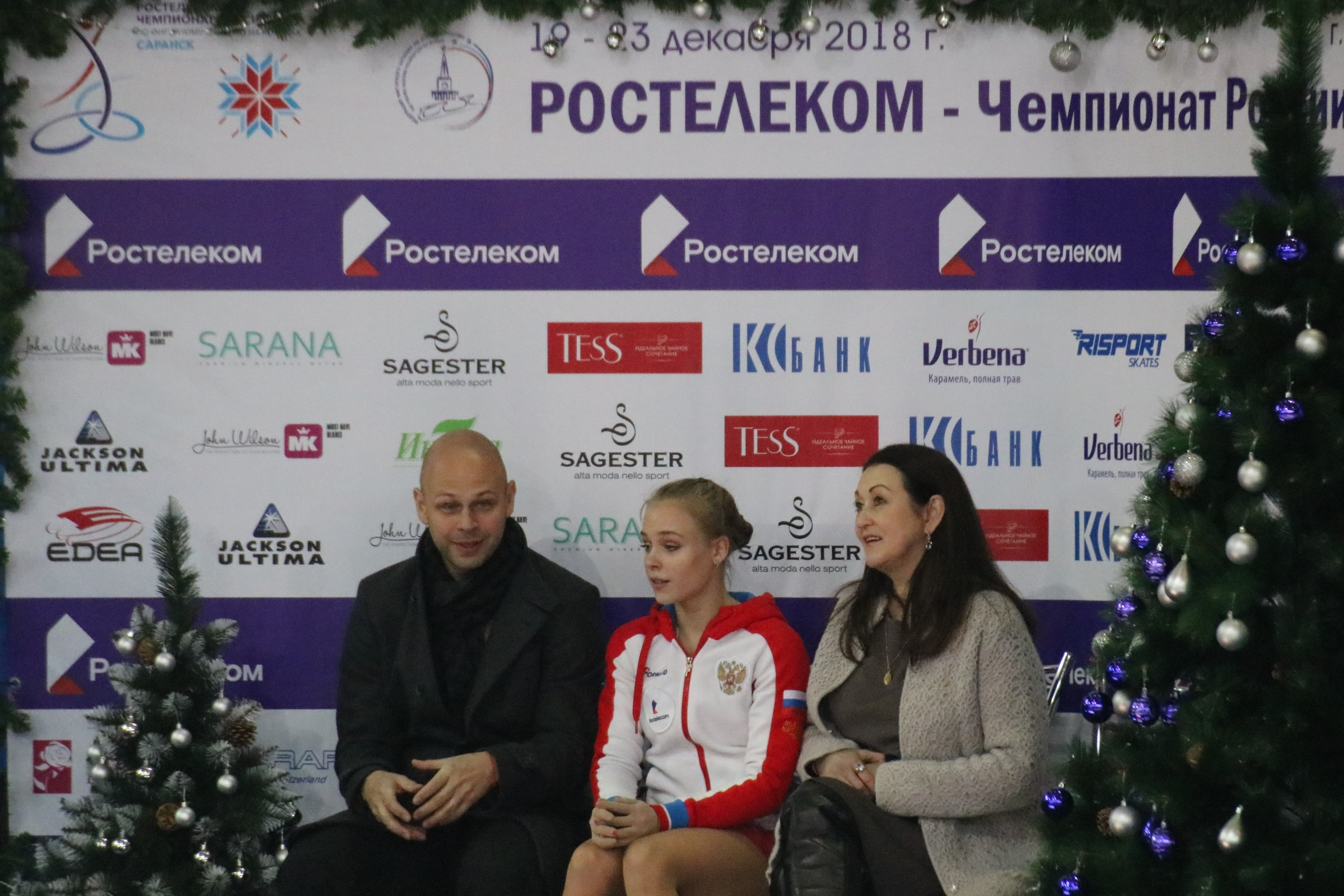
Zavozin wraz z uczennicą Anastasiją Gubanową i Iriną Tagajewą w kiss and cry na mistrzostwach Rosji 2019

## Osiągnięcia

### Z Nórą Hoffmann (Węgry)
| Zawody                  | 08–09          | 09–10          | 10–11          |                |                |                |                |                |                |                |                |                |                |                |                |                |                |
| Międzynarodowe          | Międzynarodowe | Międzynarodowe | Międzynarodowe | Międzynarodowe | Międzynarodowe | Międzynarodowe | Międzynarodowe | Międzynarodowe | Międzynarodowe | Międzynarodowe | Międzynarodowe | Międzynarodowe | Międzynarodowe | Międzynarodowe | Międzynarodowe | Międzynarodowe | Międzynarodowe |
| ----------------------- | -------------- | -------------- | -------------- | -------------- | -------------- | -------------- | -------------- | -------------- | -------------- | -------------- | -------------- | -------------- | -------------- | -------------- | -------------- | -------------- | -------------- |
| Igrzyska olimpijskie    |                | 13             |                |                |                |                |                |                |                |                |                |                |                |                |                |                |                |
| Mistrzostwa świata      |                | 10             | WD             |                |                |                |                |                |                |                |                |                |                |                |                |                |                |
| Mistrzostwa Europy      | WD             | 10             | 8              |                |                |                |                |                |                |                |                |                |                |                |                |                |                |
| GP Finał Grand Prix     |                |                | 6              |                |                |                |                |                |                |                |                |                |                |                |                |                |                |
| GP Cup of China         |                |                | 4              |                |                |                |                |                |                |                |                |                |                |                |                |                |                |
| GP Cup of Russia        |                |                | 2              |                |                |                |                |                |                |                |                |                |                |                |                |                |                |
| Finlandia Trophy        |                |                | 2              |                |                |                |                |                |                |                |                |                |                |                |                |                |                |
| Golden Spin Zagrzeb     |                | WD             |                |                |                |                |                |                |                |                |                |                |                |                |                |                |                |
| Ice Challenge           |                | 1              |                |                |                |                |                |                |                |                |                |                |                |                |                |                |                |
| Memoriał Ondreja Nepeli |                | 1              | 1              |                |                |                |                |                |                |                |                |                |                |                |                |                |                |
| Nebelhorn Trophy        |                | 7              |                |                |                |                |                |                |                |                |                |                |                |                |                |                |                |
| Krajowe                 |                |                |                |                |                |                |                |                |                |                |                |                |                |                |                |                |                |
| Mistrzostwa Węgier      | 1              | 1              | 1              |                |                |                |                |                |                |                |                |                |                |                |                |                |                |

### Z Morgan Matthews (Stany Zjednoczone)

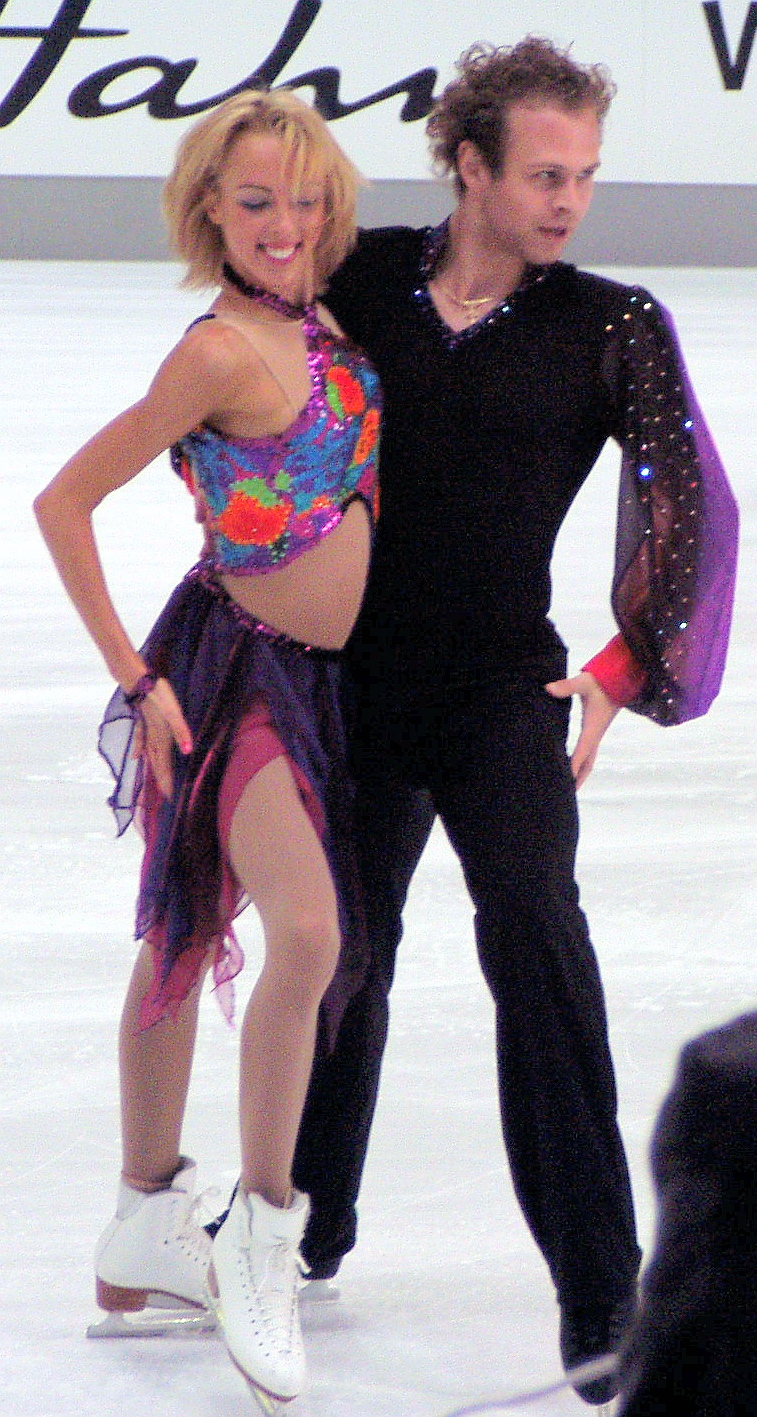
Matthews i Zavozin na zawodach Nebelhorn Trophy 2006

| Zawody                                | 01–02          | 02–03          | 03–04          | 04–05          | 05–06          | 06–07          |                |                |                |                |                |                |                |                |                |                |                |
| Międzynarodowe                        | Międzynarodowe | Międzynarodowe | Międzynarodowe | Międzynarodowe | Międzynarodowe | Międzynarodowe | Międzynarodowe | Międzynarodowe | Międzynarodowe | Międzynarodowe | Międzynarodowe | Międzynarodowe | Międzynarodowe | Międzynarodowe | Międzynarodowe | Międzynarodowe | Międzynarodowe |
| ------------------------------------- | -------------- | -------------- | -------------- | -------------- | -------------- | -------------- | -------------- | -------------- | -------------- | -------------- | -------------- | -------------- | -------------- | -------------- | -------------- | -------------- | -------------- |
| Mistrzostwa świata                    |                |                |                |                | 16             |                |                |                |                |                |                |                |                |                |                |                |                |
| Mistrzostwa czterech kontynentów      |                |                |                |                | 2              |                |                |                |                |                |                |                |                |                |                |                |                |
| GP Cup of China                       |                |                |                |                | 5              |                |                |                |                |                |                |                |                |                |                |                |                |
| GP Cup of Russia                      |                |                |                |                |                | 6              |                |                |                |                |                |                |                |                |                |                |                |
| GP Skate America                      |                |                |                |                |                | 4              |                |                |                |                |                |                |                |                |                |                |                |
| GP Trophée Eric Bompard               |                |                |                |                | 4              |                |                |                |                |                |                |                |                |                |                |                |                |
| Nebelhorn Trophy                      |                |                |                |                |                | 2              |                |                |                |                |                |                |                |                |                |                |                |
| Międzynarodowe: Kategorie młodzieżowe |                |                |                |                |                |                |                |                |                |                |                |                |                |                |                |                |                |
| Mistrzostwa świata juniorów           |                | 11             | 3              | 1              |                |                |                |                |                |                |                |                |                |                |                |                |                |
| JGP Finał                             |                |                | 3              | 1              |                |                |                |                |                |                |                |                |                |                |                |                |                |
| JGP w Chorwacji                       |                |                | 1              |                |                |                |                |                |                |                |                |                |                |                |                |                |                |
| JGP we Francji                        |                |                |                | 1              |                |                |                |                |                |                |                |                |                |                |                |                |                |
| JGP w Kanadzie                        |                | 3              |                |                |                |                |                |                |                |                |                |                |                |                |                |                |                |
| JGP na Słowacji                       |                |                | 3              |                |                |                |                |                |                |                |                |                |                |                |                |                |                |
| JGP w Stanach Zjednoczonych           |                |                |                | 1              |                |                |                |                |                |                |                |                |                |                |                |                |                |
| JGP we Włoszech                       |                | 4              |                |                |                |                |                |                |                |                |                |                |                |                |                |                |                |
| Krajowe                               |                |                |                |                |                |                |                |                |                |                |                |                |                |                |                |                |                |
| Mistrzostwa Stanów Zjednoczonych      | 3 N            | 1 J            | 1 J            | 5              | 4              | 5              |                |                |                |                |                |                |                |                |                |                |                |

### Ze Stephanie Ellis (Stany Zjednoczone)
| Mistrzostwa Stanów Zjednoczonych | 12 N |